# Clima de la ciudad de Buenos Aires

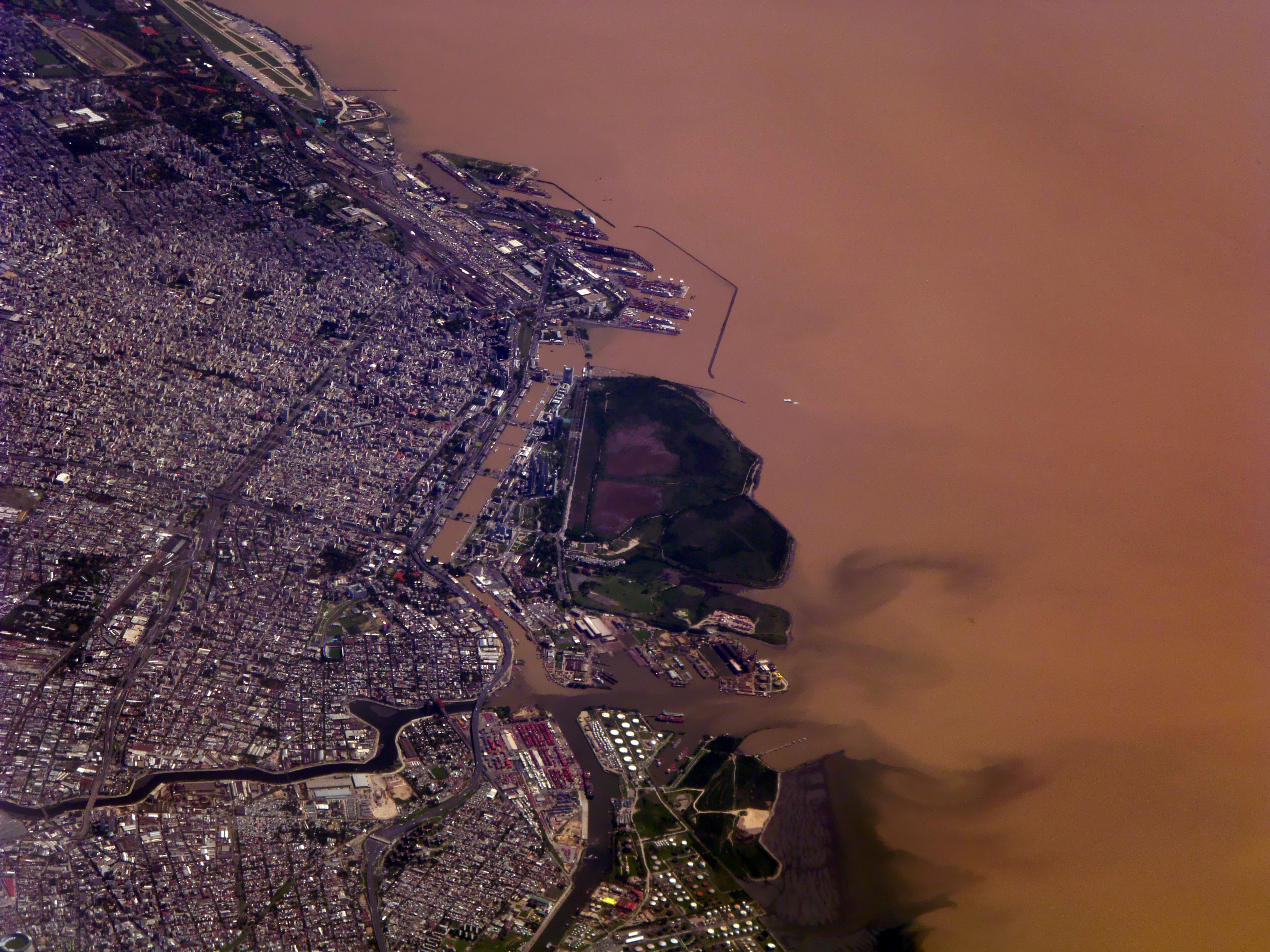
Vista aérea de la Ciudad de Buenos Aires, junto al Río de la Plata.

El clima de la Ciudad de Buenos Aires (Argentina) se caracteriza por ser templado húmedo subtropical (clima pampeano) con veranos cálidos e inviernos frescos e irregulares, con precipitaciones más abundantes en la época estival, muy influido por el Río de La Plata y por el efecto isla de calor. Por lo general, posee una amplitud térmica diaria moderada. Como pertenece a la zona de clima templado, la variación térmica es bien diferenciada entre una estación y otra. Las precipitaciones suelen ser moderadas.
Considerando el período 1981-2010, normalmente empleado para designar los promedios climáticos, la temperatura media anual es de 17,9 °C y la precipitación anual es de 1236,3 mm. El mes más cálido es enero, con 24,9 °C de temperatura media, mientras que el mes más frío es julio, con una temperatura media de 11,0 °C.
El Servicio Meteorológico Nacional posee registros de las precipitaciones y temperatura (además de otros parámetros meteorológicos) del Observatorio Central Buenos Aires (OCBA), ubicado desde 1906 en Agronomía (que anteriormente formaba parte de Villa Ortúzar, razón por la cual al observatorio se lo conoce con el nombre de «Ortúzar»). También existen mediciones de temperatura y precipitación anteriores a 1906, realizados por académicos de entonces que contaban con una buena posición económica y acceso al gobierno. Considerando las mediciones oficiales del SMN desde 1906, el año más frío en la ciudad de Buenos Aires fue 1911, año en que la temperatura media promedió los 15,4 °C, y el año más cálido ha sido 2017, cuando se midieron 18,8 °C en el promedio anual. El año más seco fue 1916, con 504 mm de precipitación acumulada, mientras que el año más lluvioso fue 2014, cuando llovieron 1980,3 mm (existe un registro anterior de 2,024 mm correspondiente al año 1900).
Diferentes factores intervienen en el clima de Buenos Aires. El anticiclón semipermanente del Atlántico Sur influye en el clima de la ciudad a lo largo del año, aportando vientos húmedos del noreste, que luego se traducen en precipitaciones ante el avance de frentes fríos durante el invierno o ante ciclogénesis en otoño e invierno. Las altas temperaturas y la fuerte insolación durante el verano forman un sistema de baja presión de origen térmico sobre el noroeste Argentino, que genera un gradiente de presión sobre la llanura pampeana, ocasionando vientos de componente este sobre la ciudad; por esta razón, el verano es la estación más lluviosa. En contraste, durante el invierno este sistema de baja presión se debilita, y junto con los vientos de componente sur que predominan en esta estación, hacen que el invierno sea la estación menos lluviosa, debido a la menor frecuencia de vientos del este. Sin embargo, no existe una estación seca definida en invierno, como sí sucede en las ciudades ubicadas al oeste de la llanura pampeana. Al estar situada en la región pampeana, Buenos Aires tiene un tiempo cambiante, debido al avance de masas de aire frío y seco desde el sur y de masas de aire cálido, húmedo y tropical desde el norte. La ubicación costera de la ciudad implica una fuerte influencia marítima, haciendo que las temperaturas extremas (tanto frías como cálidas) sean poco frecuentes.

## Características climáticas mensuales
|                                                             | Ene   | Feb   | Mar   | Abr   | May   | Jun   | Jul   | Ago   | Sep   | Oct   | Nov   | Dic   |
| ----------------------------------------------------------- | ----- | ----- | ----- | ----- | ----- | ----- | ----- | ----- | ----- | ----- | ----- | ----- |
| Temperatura máxima media 1991-2020 (°C)                     | 30,1  | 28,9  | 26,9  | 23,2  | 19,4  | 16,4  | 15,5  | 17,9  | 19,7  | 22,6  | 26,0  | 29,0  |
| Temperatura media 1991-2020 (°C)                            | 24,9  | 23,8  | 22,0  | 18,2  | 14,8  | 12,0  | 11,0  | 13,0  | 14,9  | 17,9  | 20,9  | 23,6  |
| Temperatura mínima media 1991-2020 (°C)                     | 20,2  | 19,4  | 17,7  | 14,1  | 11,1  | 8,4   | 7,5   | 8,9   | 10,6  | 13,4  | 16,1  | 18,6  |
| Máxima absoluta 1906-2023 (°C)                              | 43,3  | 38,7  | 38,9  | 36,0  | 31,6  | 28,5  | 30,2  | 34,4  | 35,3  | 36,3  | 36,8  | 40,5  |
| Año                                                         | 1957  | 1944  | 2023  | 1906  | 1958  | 1951  | 1979  | 2009  | 2013  | 2021  | 1955  | 1995  |
| Mínima absoluta 1906-2022 (°C)                              | 5,9   | 4,2   | 2,8   | -2,3  | -4    | -5,3  | -5,4  | -4    | -2,4  | -2    | 1,6   | 3,7   |
| Año                                                         | 1924  | 1910  | 1964  | 1922  | 1907  | 1967  | 1918  | 1948  | 1925  | 1911  | 1914  | 1923  |
| Máxima más baja 1906-2022 (°C)                              | 17,5  | 15,9  | 13,8  | 11,1  | 7,3   | 4,3   | 4,8   | 6,4   | 7     | 9,6   | 13    | 15,9  |
| Año                                                         | 1931  | 1993  | 1940  | 1940  | 2007  | 1918  | 1920  | 1912  | 1981  | 1935  | 1931  | 1911  |
| Mínima más alta 1906-2024 (°C)                              | 30,0  | 28,5  | 28,0  | 23,8  | 22,6  | 20,1  | 20,8  | 21,2  | 23,7  | 24,5  | 25,4  | 28,2  |
| Año                                                         | 2022  | 2023  | 2023  | 2004  | 1980  | 1951  | 1979  | 2024  | 1944  | 2002  | 2008  | 1971  |
| Media mensual más elevada 1906-2023 (°C)                    | 26,6  | 25,7  | 26,6  | 21,4  | 17,9  | 15,1  | 15,9  | 15,2  | 17,4  | 20,0  | 24,1  | 26,6  |
| Año                                                         | 1989  | 1943  | 2023  | 2018  | 1957  | 1965  | 1958  | 2001  | 2018  | 2014  | 2008  | 2013  |
| Media mensual más baja 1906-2022 (°C)                       | 21,7  | 20    | 18,1  | 14,2  | 9,8   | 5,7   | 6,8   | 8,9   | 10,7  | 13,6  | 16,7  | 19,8  |
| Año                                                         | 1921  | 1928  | 1910  | 1934  | 1956  | 1916  | 1916  | 1908  | 1911  | 1923  | 1909  | 1939  |
| Temperatura máxima media mensual más elevada 1906-2023 (°C) | 33,3  | 32,5  | 31,6  | 26,0  | 22,1  | 19,0  | 20,3  | 21,0  | 21,9  | 24,7  | 29,9  | 32,5  |
| Año                                                         | 1957  | 1943  | 2023  | 2015  | 1957  | 1965  | 1958  | 2009  | 1944  | 2014  | 2008  | 2013  |
| Temperatura máxima media mensual más baja 1906-2022 (°C)    | 26,7  | 25,7  | 23,1  | 19,3  | 15,3  | 11,7  | 12,3  | 13,2  | 15,1  | 18,0  | 22,3  | 24,8  |
| Año                                                         | 1956  | 1928  | 1915  | 1959  | 1931  | 1916  | 1917  | 1912  | 1911  | 1923  | 1909  | 1914  |
| Temperatura mínima media mensual más elevada 1906-2023 (°C) | 21,8  | 21,0  | 22,5  | 18,6  | 14,3  | 12,3  | 12,8  | 11,5  | 13,8  | 15,7  | 19,4  | 21,5  |
| Año                                                         | 1983  | 2001  | 2023  | 2018  | 1981  | 1965  | 1958  | 2001  | 2018  | 2014  | 2008  | 2013  |
| Temperatura mínima media mensual más baja 1906-2022 (°C)    | 14,9  | 14,1  | 12,2  | 8,4   | 4,4   | 0,3   | 0,3   | 3,4   | 5,7   | 8,3   | 10,5  | 12,7  |
| Año                                                         | 1924  | 1924  | 1910  | 1924  | 1909  | 1916  | 1916  | 1924  | 1911  | 1923  | 1924  | 1909  |
| Precipitación media 1961-1990 (mm)                          | 119   | 117,6 | 153,9 | 106,9 | 92,1  | 50    | 52,9  | 63,2  | 77,7  | 139,3 | 131,2 | 103,2 |
| Mes más lluvioso 1906-2022                                  | 1953  | 2010  | 1988  | 1959  | 2000  | 2019  | 1932  | 1922  | 1945  | 1967  | 1951  | 1911  |
| Precipitación (mm)                                          | 347,5 | 420,3 | 476,6 | 404,8 | 361,7 | 179,4 | 212,1 | 277,8 | 260,1 | 367,1 | 284,1 | 318,5 |
| Mes más seco 1906-2022                                      | 1913  | 1943  | 1911  | 1968  | 1988  | 2022  | 1916  | 1969  | 1973  | 1916  | 1917  | 1983  |
| Precipitación (mm)                                          | 3,4   | 0,7   | 2,2   | 5,0   | 0,5   | 0,0   | 0,0   | 0,0   | 1,7   | 4,1   | 11,9  | 5,0   |
| Precipitación máxima en 24 h 1906-2022 (mm)                 | 172,7 | 194,1 | 109   | 159   | 188,4 | 78,7  | 90    | 96,8  | 103,6 | 132   | 138,5 | 124,1 |
| Año                                                         | 1974  | 1930  | 1987  | 2013  | 1985  | 1946  | 1976  | 1989  | 1945  | 2014  | 1951  | 1968  |

```
Promedios climáticos 1991-2020:
[
10
]
```

### Enero
En un típico mes de enero, las temperaturas mínimas oscilan entre los 13 °C y 25 °C, en tanto que las máximas lo hacen entre los 24 °C y los 36 °C. Sin embargo, en ocasiones la elevada humedad puede volver sofocante al tiempo. 
A principios de mes amanece a las 05:45 y anochece a las 20:10, mientras que a partir de finales de enero ocurre a las 06.10 y cerca de las 20.00, respectivamente.
La temperatura máxima puede superar los 38 °C, tal como sucedió el 29 de enero de 1957, fecha en la que el termómetro marcó 43,3 °C. Más recientemente, el 14 de enero de 2022 se reportó un valor máximo de 41,5 °C.

### Febrero
En este mes, el tiempo es generalmente cálido tanto de día como de noche. La ocurrencia del fenómeno conocido como ola de calor, definido como un período de 3 días consecutivos o más en el cual la temperatura mínima iguala o supera los 23 °C, la máxima se eleva por encima de 32 °C, es menos probable que en el mes de enero. 
En esta época del año pueden comenzar a ocurrir esporádicas irrupciones de aire frío débil asociadas al pasaje de sistemas frontales provenientes del sur. Después de ellos suele soplar, por algún tiempo, un viento fresco y seco proveniente del sudoeste llamado Pampero en razón de su procedencia desde la Pampa Argentina. 
En un típico febrero, las mínimas suelen ubicarse entre los 12 °C y 25 °C, en tanto que las máximas fluctuan entre los 23 °C y 35 °C.
En cuanto a precipitaciones, excepcionalmente pueden totalizarse cantidades superiores a 400 mm (tal como ocurrió en febrero de 2010 en que se registraron 420,3 mm) o pueden ser nulas inferiores a los 10 mm. A nivel diario puede llegar a precipitar más de 100 mm, como ocurrió el 11 de febrero de 2003, fecha en la que se registraron 117 mm; y, a su vez, el número de días con tormenta es, en promedio, igual a 5. 
La humedad relativa media es, aproximadamente, 68%, pudiendo oscilar entre 62% y 82%.
Con referencia a la nubosidad, en febrero se dan 11 días con cielo claro y 5 días con cielo cubierto, en promedio.
En cuanto a los vientos, durante este mes prevalecen los del noreste (20%), este y sur (14%), con una intensidad media de 14 km/h. No obstante, pueden presentarse vientos fuertes (iguales o mayores a 43 km/h) con una frecuencia media de 4 días en el mes. La máxima intensidad del viento puede superar los 80 km/h, como ocurrió el 13 de febrero de 1982 en que su fuerza llegó a 89 km/h. Los primeros días de este mes amanece a las 06:10 y anochece cerca de las 20.00, mientras que a finales del mes ocurre a las 06:30 y entre las 19:40 y las 19:30.

### Marzo
Durante la primera quincena de este mes, el tiempo es aún cálido al mediodía y en la tarde, con mañanas y noches templadas. La ocurrencia del fenómeno conocido como ola de calor se hace cada vez menos probable. Ya en la última semana del mes, el tiempo se torna más fresco, pudiendo reconocerse los primeros rasgos climáticos del otoño. En esta época del año, los días se presentan generalmente luminosos, y algo húmedos. En marzo pueden ocurrir irrupciones de aire frío asociadas al pasaje de sistemas frontales provenientes del sur, las que aumentan progresivamente su frecuencia a medida que transcurre el mes. Después de ellas suele soplar, por algún tiempo, un viento fresco y seco proveniente del sudoeste denominado Pampero en razón de su procedencia desde la Pampa Argentina. 
En un marzo típico, las mínimas oscilan entre los 10 °C y 23 °C, en tanto que las máximas entre los 21 °C y 33 °C.
Con respecto a la precipitación, la cantidad media mensual aumenta a 134,1 mm, distribuida en 9 días al mes, en promedio; sin embargo, excepcionalmente pueden totalizarse cantidades superiores a 500 mm (tal como ocurrió en marzo de 1900 en que se registraron 544,7 mm) o pueden ser casi nulas (como sucedió en marzo de 1911 cuando se registraron tan sólo 2,2 mm de lluvia en todo el mes). A nivel diario pueden llegar a precipitar más de 100 mm, como ocurrió el 23 de marzo de 1987, fecha en la que se registraron 109 mm. A su vez, el número de días con tormenta comienza a declinar, siendo, en promedio, igual a 4. 
La humedad relativa media es, aproximadamente, 72 %, pudiendo oscilar entre 65% y 80%.
Con referencia a la nubosidad, en marzo se dan 13 días con cielo claro y 6 días con cielo cubierto, en promedio.
En cuanto a los vientos, durante este mes prevalecen los del noreste (18%) y sur (15%), con una intensidad media de 10 km/h. No obstante, pueden presentarse vientos fuertes (iguales o mayores a 43 km/h) con una frecuencia media de 4 días en el mes. La máxima intensidad del viento puede superar los 80 km/h, como ocurrió el 7 de marzo de 1977 en que su fuerza llegó a 88 km/h. Los días ya son bastante más cortos que en los meses de diciembre, enero y febrero ya que a principios del mes de marzo amanece a las 06:40 y anochece a las 19:30, y a finales del mes a las 07.00 y a las 18:50.

### Abril
En este mes, el tiempo es generalmente templado o cálido al mediodía y en las primeras horas de la tarde. De noche, es fresco. Comienzan a aparecer algunas irrupciones de aire frío asociadas al pasaje de sistemas frontales provenientes del sur. Después de ellas suele soplar, por algún tiempo, un viento fresco y seco proveniente del sudoeste denominado Pampero en razón de su procedencia desde la Pampa Argentina. 
En un abril típico, las mínimas rondan entre los 7 °C y 20 °C, en tanto que las máximas fluctuan entre los 17 °C y 29 °C.
Con respecto a la precipitación, la cantidad media mensual es igual a 97 mm, distribuida en 8 días al mes, en promedio; sin embargo, excepcionalmente pueden totalizarse cantidades superiores a 400 mm (tal como ocurrió en abril de 1959 en que se registraron 404.8 mm) o pueden ser inferiores a 10 mm (como sucedió en abril de 1968 cuando se totalizaron apenas 5 mm). A nivel diario puede llegar a precipitar más de 100 mm, como ocurrió el 1 de abril de 2013, fecha en la que se registraron 159 mm. A su vez, el número de días con tormenta es, en promedio, igual a 4, si bien este fenómeno ya comienza a declinar. 
La humedad relativa media es, aproximadamente, 76%, pudiendo oscilar entre 68% y 84%.
Con referencia a la nubosidad, en abril se dan 12 días con cielo claro y 6 días con cielo cubierto, en promedio.
En cuanto a los vientos, durante este mes prevalecen los del noreste (16%), norte y sur (13%), con una intensidad media de 13 km/h. No obstante, pueden presentarse vientos fuertes (iguales o mayores a 43 km/h) con una frecuencia media de 2 días en el mes. La máxima intensidad del viento puede superar los 100 km/h, como ocurrió el 16 de abril de 1990 en que su fuerza llegó a 111 km/h. Los días en abril son más cortos que los de marzo, ya amaneciendo a las 07:06 y anocheciendo a partir de las 18:40 a principios de mes, y a las 07:20 y las 18:15 a finales del mismo.

### Mayo
En este mes, el tiempo es generalmente templado al mediodía y en las primeras horas de la tarde; el resto del día y las noches son frescas o algunas frías. Ya en esta época del año comienzan a ser frecuentes las irrupciones de aire frío asociadas al pasaje de sistemas frontales provenientes del sur. Después de ellas suele soplar, por algún tiempo, un viento frío y seco proveniente del sudoeste denominado Pampero en razón de su procedencia desde la Pampa Argentina. 
En un mayo típico, las mínimas oscilan entre los 4 °C y 18 °C, en tanto que las máximas suelen ubicarse entre los 13 °C y 26 °C.
Con respecto a la precipitación, la cantidad media mensual es igual a 73,6 mm, distribuida en 8 días al mes, en promedio; sin embargo, excepcionalmente pueden totalizarse cantidades superiores a 300 mm (tal como ocurrió en mayo de 2000 en que se registraron 361,7 mm) o bien pueden ser inferiores a los 10 mm. A nivel diario puede llegar a precipitar más de 150 mm, como ocurrió el 31 de mayo de 1985, fecha en la que se registraron 188,4 mm . A su vez, el número de días con tormenta es, en promedio, igual a 3, lo que indica una declinación marcada de este fenómeno (6 días en diciembre y en enero); no obstante, la variabilidad entre años es alta, pudiendo oscilar entre 0 y 8 días. 
La humedad relativa media es alta (aproximadamente, 77% en promedio), oscilando entre 69% y 84%. Estos elevados valores de humedad, juntamente con valores relativamente bajos de temperatura, influyen en la frecuencia de nieblas la cual es máxima entre mayo y julio, con un valor medio de 2 días y máximo de 6 días. Con referencia a la nubosidad, en mayo se dan 9 días con cielo claro y 8 días con cielo cubierto, en promedio.
En cuanto a los vientos, durante este mes prevalecen los del norte (17%), noreste y sur (13%), con una intensidad media de 12 km/h. No obstante, pueden presentarse vientos fuertes (iguales o mayores a 43 km/h) con una frecuencia media de 3 días en el mes. La máxima intensidad del viento puede superar los 100 km/h, como ocurrió el 9 de mayo de 1990 en que su fuerza llegó a 115 km/h. En mayo amanece entre las 07:20 y las 07:30 y anochece a las 18:10 en los primeros días del mes, y las 07:50 y las 17:51 sobre finales del mismo.

### Junio
En este mes, el tiempo se presenta fresco durante el día, con noches frías o muy frías. En algunas ocasiones, después de los primeros fríos importantes de mayo, en junio pueden presentarse unos días templados. Esta situación es conocida popularmente como "veranito de San Juan". Por ello, es normal que durante el día, las temperaturas lleguen (o superen) a los 20 °C en al menos entre 5 y 14 días del mes, dependiendo del invierno.
En un junio típico, las mínimas rondan entre los 1 °C y 16 °C, en tanto que las máximas suelen fluctuar entre los 11 °C y 23 °C.
Con respecto a la precipitación, este mes es el menos lluvioso del año. La cantidad media mensual de lluvia es 62,6 mm, distribuida en 7 días al mes, en promedio. No obstante, a nivel diario, en forma excepcional, pueden totalizarse más de 70 mm, como ocurrió el 14 de junio de 1972 cuando se registraron 76,9 mm. El fenómeno de tormenta es muy poco común en esta época del año, siendo su frecuencia media de tan sólo 1 día al mes. 
La humedad relativa media durante este mes es elevada: aproximadamente 79%. La misma está asociada al descenso estacional normal de la temperatura y a la influencia del Río de la Plata. Esto también incide en la frecuencia de ocurrencia de nieblas, la que oscila entre 0 y 5 días al mes. 
Con respecto a la nubosidad, en promedio se dan 10 días con cielo cubierto, y apenas 8 días con cielo claro. 
En cuanto a la frecuencia media de días con viento fuerte (igual o mayor a 43 km/h), esta es de 1 día en el mes. La máxima intensidad del viento puede superar los 80 km/h, como ocurrió el 8 de junio de 1973 en que se registró un máximo de 81 km/h. No obstante, el viento medio mensual sólo es de 8 km/h, aproximadamente. Junio es el mes más corto de todo el año: amanece a principios de mes a las 07:50 y anochece a las 17:50 y a finales del mismo a las 08:01 y las 17:53. El día más corto ocurre previo al 21 de junio de cada año, amaneciendo a las 08:00 y oscureciendo a las 17:49.

### Julio
En un julio típico, las temperaturas mínimas oscilan entre los 0 °C y 15 °C, en tanto que las temperaturas máximas se mueven entre los 9 °C y 24 °C.
Con respecto a la precipitación, la cantidad media mensual es igual a 66,3 mm, distribuida en 8 días al mes, en promedio; sin embargo, excepcionalmente pueden totalizarse cantidades superiores a 200 mm (tal como ocurrió en julio de 1932 en que se registraron 212,1 mm) o bien pueden ser nulas tal como sucedió en julio de 1916. A nivel diario puede llegar a precipitar 90 mm en veinticuatro horas, como ocurrió el 23 de julio de 1976. A su vez, el número de días con tormenta es, en promedio, igual a 3, lo que marca la declinación de este fenómeno (6 días en diciembre y en enero), no obstante la variabilidad entre años es alta pudiendo oscilar entre 0 y 8 días. 
La humedad relativa media es, aproximadamente, 79 %, oscilando entre 71 y 85 %. Estos elevados valores de humedad, concordantes con menores temperaturas y por influencia del río, suelen provocar nieblas, la cual se presenta con una frecuencia media de 2 días. Con referencia a la nubosidad, en julio se dan 8 días con cielo claro, 12 días con el cielo parcialmente nublado, y 11 días con cielo cubierto, en promedio. 
En cuanto a los vientos, durante este mes prevalecen los del norte y noreste (16 %), con una intensidad media de 12 km/h. No obstante, pueden presentarse vientos fuertes (iguales o mayores a 43 km/h) con una frecuencia media de 3 días en el mes. La máxima intensidad del viento puede superar los 70 km/h, como ocurrió el 26 de julio de 1980 en que su fuerza llegó a 78 km/h. Ya a partir de este mes comienzan a ser los días de a poco más largos pudiendo amanecer entre las 08:01 y anochecera las 17:55 a principios del mes, y a las 07:45 y las 18:10 a finales del mismo.
En este mes, de 2007, se registró la última nevada ocurrida en la ciudad, un hecho excepcional que acontece cada muchos años, ya que el anterior registro había sido en junio de 1918. Así, el 9 de julio de 2007 (hace 17 años) los porteños vieron la nieve durante varias horas. No obstante, se ha registrado el fenómeno de nieve o aguanieve en algunos puntos de la Ciudad o en sus alrededores, como por ejemplo en Ezeiza en 1993, en San Fernando en 1999, y el 6 de junio del 2012 en forma aislada.

### Agosto
Durante el mes de agosto, el tiempo se presenta fresco o templado durante el día, y frío durante la noche y la madrugada. En los últimos días de agosto suelen presentarse las primeras tormentas equinocciales convectivas (o primaverales). 
Con respecto a la precipitación, la cantidad media mensual es 69,8 mm, distribuida en 8 días al mes en promedio. A nivel diario, en forma excepcional, pueden totalizarse más de 90 mm, como ocurrió el 21 de agosto de 1989, fecha en que se totalizaron 96,8 mm.
La humedad relativa media es aún elevada: aproximadamente 74%. A partir de este mes, la misma comienza a descender por debajo del 70%, al igual que la frecuencia media de días con niebla que es de 1 día. El número medio de días con tormenta es 3, en promedio; dicha frecuencia aumenta a mediados de la primavera. Con respecto a la nubosidad, en promedio se dan 10 días con cielo claro y 9 días con cielo cubierto. En cuanto a la frecuencia media de días con viento fuerte (igual o mayor a 43 km/h), esta es de 3 días en el mes. La máxima intensidad del viento puede superar los 70 km/h, como ocurrió en agosto de 1972 y 1976, meses en los que se registró un máximo de 74 km/h. En este mes los días son más largos que julio y junio pudiendo amaneciendo entre las 07:45 y anocheciendo a las 18:10 a principios de mes, y a las 07:10 y las 18:34 a finales de mes.

### Septiembre
Hacia fines de agosto ya suelen producirse las primeras tormentas fuertes. Por lo tanto, no es extraño encontrar tiempo lluvioso, con tormentas eléctricas, en los primeros días de septiembre. A pesar de ello, en este mes los días frecuentemente se presentan luminosos y el sol brilla ya con mayor intensidad. Las irrupciones de aire frío invernal aún se hacen sentir en ocasiones, asociadas al pasaje de sistemas frontales provenientes del sur. Después de ellos suele soplar, por algunos días, un viento frío y seco proveniente del sudoeste denominado Pampero en razón de su procedencia desde la Pampa Argentina. En algunas ocasiones, frentes que han pasado por Buenos Aires se estacionan al norte del río de la Plata, dando origen a la formación de sistemas de baja presión que pueden originar precipitaciones persistentes durante varios días, cielos cubiertos y vientos fuertes del sudeste (sudestada) sobre la ciudad. 
En un septiembre típico, las temperaturas mínimas suelen ubicarse entre los 2 °C y 16 °C, en tanto que las máximas entre los 11 °C y 27 °C.
Con respecto a la precipitación, la cantidad media mensual es 73,3 mm, distribuida en 7 días al mes, en promedio. A nivel diario, en forma excepcional, pueden totalizarse más de 100 mm en veinticuatro horas, como ocurrió el 21 de septiembre de 1945, fecha en que se registraron 103,5 mm.
La humedad relativa media es de, aproximadamente, 70%. A partir de este mes, la misma comienza a descender, al igual que la frecuencia media de días con niebla que es de 0,5 días. El número medio de días con tormenta es, en promedio, de 3 días. Dicha frecuencia aumenta a mediados de la primavera. En lo referente a la nubosidad, en septiembre se dan 10 días con cielo claro y 8 días con cielo cubierto, en promedio. En cuanto a la frecuencia media de días con viento fuerte (igual o mayor a 43 km/h), esta es de 5 días al mes. La máxima intensidad del viento puede superar los 80 km/h, como ocurrió en septiembre de 1980 y 1983 en el que se registró un máximo de 81 km/h. Mientras empiezan a salir los primeros brotes, ya amanece entre las 07:10 y anochece a las 18:35 a principios de mes, y las 06:30 y las 18:55 a finales del mes.

### Octubre
En este mes, el tiempo es generalmente templado a cálido, con días luminosos y noches frescas o templadas. No obstante, en esta época del año pueden ocurrir esporádicas irrupciones de aire frío asociadas al pasaje de sistemas frontales provenientes del sur, por lo que se presentan entre 2 a 3 días fríos. Después de ellos suele soplar, por algunos pocos días, un viento fresco y un poco húmedo proveniente del sudoeste denominado Pampero en razón de su procedencia desde la Pampa Argentina. En algunas ocasiones estos frentes fríos se estacionan al norte del río de la Plata, dando origen a la formación de sistemas de baja presión que suelen originar precipitaciones persistentes durante varios días, cielos cubiertos y vientos fuertes del sudeste (sudestada) sobre la ciudad. Lo normal es que en este mes, las temperaturas máximas lleguen o superen los 25 °C en la mayoría de los días del mes, aunque durante los últimos días de octubre la temperatura puede alcanzar (o superar levemente) los 30 °C.
En Buenos Aires, durante este mes la temperatura media es del orden de 18,2 °C, la máxima media de 23,1 °C y la mínima media de 13,5 °C. En cuanto a los valores extremos, la máxima puede superar en forma excepcional los 32 °C, como ocurrió el 26 de octubre de 2021 cuando alcanzó los 36,1 °C, y la mínima puede descender por debajo de 0 °C como ocurrió el 2 de octubre de 1911 cuando se midieron -2 °C. Con respecto a la precipitación, la cantidad media mensual es 119 mm, distribuida en 10 días al mes, en promedio. Sin embargo, en forma extraordinaria, pueden llover 19 días en el mes como ocurrió en octubre de 2001 y acumular más de 350 mm como ocurrió en octubre de 1967. A nivel diario, en forma excepcional, pueden totalizarse más de 100 mm en veinticuatro horas, como ocurrió el 28 de octubre de 2014, fecha en que se registraron 132 mm. 
La humedad relativa media es de, aproximadamente, 70%. A partir de este mes, la misma comienza a descender, al igual que la frecuencia media de días con niebla que es de 0,3 días. El número medio de días con tormenta es, en promedio, de 5 días. Dicha frecuencia aumenta a mediados de la primavera.
En lo referente a la nubosidad, en octubre se dan 10 días con cielo claro y 8 días con cielo cubierto, en promedio.
En cuanto a la frecuencia media de días con viento fuerte (igual o mayor a 43 km/h), esta es de 4 días al mes. La máxima intensidad del viento puede superar los 150 km/h, como ocurrió en octubre de 1993 en el que se registró un máximo de 157 km/h. En octubre amanece a las 06:20 y anochece a las 18:55 a principios del mes, y 05:50 y 19:20 sobre fines del mismo.

### Noviembre
En este mes, el tiempo es generalmente cálido, con días luminosos y noches todavía frescas o templadas. No obstante, en esta época del año pueden ocurrir muy ocasionales y débiles irrupciones de aire frío asociadas al pasaje de sistemas frontales provenientes del sur las cuales pueden provocar descensos de temperatura en algunos pocos días.
Desde el punto de vista térmico, el mes de noviembre se caracteriza por una temperatura media de 20,9 °C, una máxima media igual a 26,1 °C y una mínima media de 16 °C. Sin embargo, en forma excepcional, las marcas térmicas pueden alcanzar valores superiores a 36 °C (tal como ocurrió el 27 de noviembre de 1955 cuando se registró una temperatura máxima igual a 36,8 °C, y más en la actualidad el 25 de noviembre de 2008 cuando se registraron 36,5 °C) o descender por debajo de 3 °C (como ocurrió el 4 de noviembre de 1914, fecha en que la mínima alcanzó a 1,6 °C, y de los últimos años el 15 de noviembre de 2007 cuando la temperatura bajó hasta tan solo 2,5 °C). Lo normal es que en este mes, las temperaturas máximas lleguen o superen los 29 grados en gran parte de noviembre.
Con respecto a la precipitación, la cantidad media mensual es 108,6 mm, distribuida en 9 días al mes, en promedio. A nivel diario, en forma excepcional, pueden totalizarse más de 120 mm en veinticuatro horas, como ocurrió el 11 de noviembre de 1951, fecha en que se registraron 138,5 mm. A su vez, el número medio de días con tormenta es, en promedio, de 5 días; dicha frecuencia aumenta hacia fines de la primavera. 
La humedad relativa media es de, aproximadamente, 65%, pudiendo oscilar entre 55% y 75%.
Con referencia a la nubosidad, en noviembre se dan 10 días con cielo claro y 7 días con cielo cubierto, en promedio.
En cuanto a la frecuencia media de días con viento fuerte (igual o mayor a 43 km/h), esta es de 5 días al mes. La máxima intensidad del viento puede superar los 80 km/h, como ocurrió en noviembre de 1977 y 1989 en el que se registró un máximo de 83 km/h. En noviembre amanece a principios del mismo a las 05:50 y anochece a las 19:25 y a finales de mes a las 05:33 y las 19:50.

### Diciembre
En este mes, el tiempo es generalmente cálido, tanto de día como de noche. 
Desde el punto de vista térmico, el mes de diciembre se caracteriza por una temperatura media de 23,2 °C, una máxima media igual a 28,5 °C y una mínima media de 18,2 °C. Sin embargo, en forma excepcional, las marcas térmicas pueden alcanzar valores superiores a 40 °C (tal como ocurrió el 18 de diciembre de 1995 cuando la temperatura llegó a 40,5 °C) o descender por debajo de 5 °C (como sucedió el 8 de diciembre de 1923, fecha en que la mínima fue igual a 3,7 °C). Lo normal es que en este mes, las temperaturas máximas lleguen o superen los 30 °C en gran parte de diciembre.
Con respecto a la precipitación, la cantidad media mensual es igual a 105 mm, distribuida en 9 días al mes, en promedio; sin embargo, excepcionalmente pueden totalizarse cantidades superiores a 300 mm (tal como ocurrió en diciembre de 1911 en que se registraron 318,7 mm) o inferiores a 10 mm (como sucedió en diciembre de 1893 en que se totalizaron tan sólo 5 mm). A nivel diario puede llegar a precipitar más de 100 mm en veinticuatro horas, como ocurrió el 13 de diciembre de 1968, fecha en la que se registraron 124,1 mm. A su vez, el número de días con tormenta es, en promedio, igual a 6.
La humedad relativa media es, aproximadamente, 63%, pudiendo oscilar entre 50% y 70%.
Con referencia a la nubosidad, en diciembre se dan 11 días con cielo claro y 6 días con cielo cubierto, en promedio.
En cuanto a los vientos, durante este mes prevalecen los del noreste (21%) y norte (16%), con una intensidad media de 15 km/h. No obstante, pueden presentarse vientos fuertes (iguales o mayores a 43 km/h) con una frecuencia media de 5 días en el mes. La máxima intensidad del viento puede superar los 90 km/h, como ocurrió el 11 de diciembre de 1994 en que su fuerza llegó a 92 km/h. Este mes es el mes más largo de todos, viendo al sol caer a principios de mes a las 05:33 y las 19:50, y a partir del día 20 o 21 a las 05:37 y las 20:05.

## Características climáticas estacionales

### Otoño
Las condiciones climáticas propias de esta estación del año se observan ya a principios de marzo y perduran hasta los primeros días de junio. Por esta razón, en los análisis climáticos se considera como trimestre de otoño al formado por los meses de marzo, abril y mayo.
En la extensa zona que abarca la Capital Federal y el Gran Buenos Aires, el comienzo de esta estación del año se caracteriza por tiempo templado o cálido al mediodía y en las primeras horas de la tarde con mañanas y noches frescas. Luego -a partir de fines de mayo-, los días se tornan frescos con mañanas y noches frías.
Específicamente en la ciudad de Buenos Aires, la temperatura media estacional normal (referida al período 1961-1990) es igual a 18,1 °C, oscilando los valores medios de los meses que definen esta estación del año entre 22 °C (marzo) y 14,4 °C (mayo). La amplitud térmica diaria media es del orden de 9 °C. En cuanto a los extremos térmicos, la temperatura más baja registrada durante el otoño, en el período 1906-2011, fue igual a -4 °C y tuvo lugar el 27 de mayo de 1907, mientras que la temperatura más alta del mismo período alcanzó a 38,9 °C el día 11 de marzo de 2023. Asimismo, el otoño más cálido se registró en 1980 donde la temperatura media alcanzó los 20,1 °C, mientras que el otoño más frío se observó en 1910, con 15,2 °C de temperatura media. 
Con respecto a la humedad relativa, la misma asciende paulatinamente durante esta estación. Los valores medios normales de este parámetro llegan a 72% en marzo, 76% en abril y 77% en mayo. No obstante, ocasionalmente pueden presentarse otoños más húmedos, con valores medios de humedad relativa superiores al 80%.
Con relación a la precipitación, el otoño es una estación lluviosa en Buenos Aires y, especialmente durante el mes de marzo, todavía suelen observarse fenómenos de tormentas propias del verano. Así, la media estacional totaliza 304,7 mm (134,1 mm en marzo, 97 mm en abril y 73,6 mm en mayo), repartidos en 25 días con lluvia, en promedio. En forma excepcional, mensualmente se pueden registrar valores superiores a 450 mm, tal como ocurrió en marzo de 1900 (544,7 mm) y de 1989 (476,6 mm). Contrariamente a lo expresado, los meses de otoño pueden presentarse, en forma inusual, particularmente secos, como ocurrió en mayo de 1887 y de 1904 en los cuales no se registraron precipitaciones.  El otoño más lluvioso se registró en 1959 cuando llovieron 771,1 mm, mientras que el más seco fue el de 1968 cuando llovieron solamente 60,4 mm .
En cuanto a los vientos prevalecientes, en esta estación del año predominan los del noreste (16% en promedio) y norte (15% en promedio), con una intensidad media del orden de 13 km/h.

### Invierno
Las condiciones climáticas propias de esta estación del año se presentan ya a fines de mayo y perduran hasta fines de agosto. A partir de allí, los cambios que se producen en la circulación atmosférica hacen que hacia mediados del mes de septiembre puedan presentarse características climáticas propias de la transición hacia la primavera. Coloquialmente, el trimestre invernal suele definirse por los meses de junio, julio y agosto.
En la extensa zona que abarca el Gran Buenos Aires (CABA y hinterland) esta estación del año se caracteriza por tiempo fresco durante el día, y noches frías o muy frías en el conurbano. Igualmente, es usual que el invierno en la ciudad de Buenos Aires sea bastante irregular y variable, ya que durante esta estación también se observan días templados, y hasta cálidos, lo cual lo hace mucho más benigno y corto en cuanto a su duración.
En cuanto a los extremos térmicos, la temperatura más baja registrada durante el invierno, en el período 1906-2011, fue igual a -5,4 °C y tuvo lugar el 9 de julio de 1918, mientras que la temperatura más alta del mismo período alcanzó a 34,4 °C el día 30 de agosto de 2009. Por otro lado, el invierno más cálido resultó ser el de 1997 con una temperatura media de 13,3 °C, y el más frío fue el de 1916, con 7,7 °C de temperatura media. Específicamente en la ciudad de Buenos Aires, la temperatura media estacional normal (referida al período 1961-1990) es igual a 12 °C, oscilando los valores medios de los meses que definen esta estación del año entre 11,4 °C (julio) y 12,8 °C (agosto). 
En cuanto a la humedad relativa, el invierno es la estación más húmeda del año. Los valores medios normales de este parámetro llegan a 79% en junio y julio, y bajan a 74% en agosto, pudiéndose observar inviernos con humedades superiores, del orden de 80% o más, lo que aumenta la sensación de incomodidad. Con respecto a la precipitación media estacional, esta totaliza 198,7 mm repartidos en 23 días, en promedio. Si bien los meses invernales son los menos lluviosos del año (62,6 mm en junio, 66,3 mm en julio y 69.8 mm en agosto, en promedio), en ellos pueden registrarse, excepcionalmente, totales mensuales de precipitación superiores a 200 mm, tal como ocurrió en agosto de 1922 (277,8 mm) y en julio de 1932 (212,1 mm) . Contrariamente a lo expresado, los meses del invierno pueden presentarse, en forma inusual, particularmente secos, como ocurrió en agosto de 1886 y en julio de 1916, meses en los cuales no se produjeron lluvias. En cuanto al invierno más lluvioso, éste se registró en 1922 cuando cayeron 539,5 mm, y el más seco ocurrió en 1916, cuando se registraron tan solo 11,2 mm. Un fenómeno poco recurrente en la ciudad de Buenos Aires es la nieve, aunque para sorpresa de los porteños el 9 de julio de 2007 se volvió a hacer presente de una manera que no se daba desde 1918 (22 y 23 de junio).

### Primavera
Las condiciones climáticas propias de esta estación del año se observan ya hacia principios de septiembre y perduran hasta fines de noviembre. Por esta razón, en los análisis climáticos se considera como trimestre de primavera al formado por los meses de septiembre, octubre, y noviembre.
En la extensa zona que abarca el Gran Buenos Aires (CABA y conurbano) esta estación del año se caracteriza por tiempo templado o cálido durante el día, con noches frescas o frías (algunas de septiembre). Específicamente en la ciudad de Buenos Aires, la temperatura media estacional normal (referida al período 1961-1990) es igual a 17,9 °C, oscilando los valores medios de los meses que definen esta estación del año entre 14,8 °C (septiembre) y 20,9 °C (noviembre). La amplitud térmica diaria media es elevada (9 a 10 °C), debido al aumento de las temperaturas máximas, y a que las mínimas aún son relativamente bajas (sobre todo en septiembre). En cuanto a los extremos térmicos, la temperatura más baja registrada durante la primavera, en el período 1906-2011, fue igual a -2,4 °C y tuvo lugar el 14 de septiembre de 1925, mientras que la temperatura más alta del mismo período alcanzó a 36,8 °C el día 27 de noviembre de 1955.
Con respecto a la humedad relativa, la misma desciende paulatinamente durante esta estación. Los valores medios normales de este parámetro llegan a 70% en septiembre, 69% en octubre y 66% en noviembre. No obstante, ocasionalmente pueden presentarse primaveras más húmedas con valores medios de humedad relativa superiores al 75%, lo que puede generar sensación de incomodidad. En lo que se refiere a la precipitación, la primavera suele ser una estación muy lluviosa en Buenos Aires. Así, la media estacional totaliza 300,9 mm (73,3 mm en septiembre, 119 mm en octubre y 108,6 mm en noviembre) repartidos, en promedio, en 26 días con lluvia. Si bien los totales mensuales medios de precipitación en los meses primaverales son del orden de 100 mm, excepcionalmente se pueden registrar valores superiores a 300 mm, tal como ocurrió en octubre de 1967 (367,1 mm). Cabe destacar que el fenómeno de tormenta, asociado a ocasional caída de granizo, se presenta con una frecuencia de 13 días en la estación, en promedio. Contrariamente a lo expresado los meses de primavera pueden presentarse, en forma inusual, particularmente secos como ocurrió en septiembre de 1973 en el cual se registraron solamente 1,7 mm.
Históricamente, si se toman en cuenta los valores estacionales, la primavera más lluviosa fue la del año 1895 con 566 mm; la menos lluviosa ocurrió en 1863 con 79 mm; la más cálida tuvo lugar en 2008 con una temperatura media de 18,7 °C, y la más fría se registró en 1911 con una temperatura media de 14,6 °C.

### Verano
Las condiciones climáticas propias de esta estación del año se observan hacia fines de noviembre y van desapareciendo hacia mediados de marzo. Por esta razón, en los análisis climáticos, se considera como trimestre de verano al formado por los meses de diciembre, enero y febrero.
En la extensa zona que abarca el AMBA, esta estación del año se caracteriza por radiación intensa y tiempo cálido durante el día, muchas veces asociado a humedades elevadas debido a la proximidad del río de la Plata. En el período comprendido entre el 15 de diciembre y el 15 de febrero, suele presentarse el fenómeno de ola de calor. Durante el mismo, y por espacio de entre 2 a 6 días sucesivos, las temperaturas mínimas se elevan por encima de 23 °C, las máximas lo hacen por encima de 30 °C y la humedad relativa oscila entre 60% y 90%. Esta combinación de valores, de los tres parámetros meteorológicos anteriormente mencionados, es peligrosa para la salud pudiendo dar origen al “golpe de calor”. Sin embargo, debido al desarrollo de tormentas eléctricas y chaparrones seguidos por vientos secos del sudoeste que hacen descender las temperaturas y la humedad, esta situación no suele persistir más de una semana. Específicamente en la ciudad de Buenos Aires, la temperatura media estacional normal (referida al período 1961-1990) es igual a 24 °C, oscilando los valores medios de los meses, que definen esta estación del año, entre 22,3 °C (diciembre) y 25,1 °C (enero). La amplitud térmica diaria media es del orden de 10 °C. En cuanto a los extremos térmicos, la Tº más baja registrada durante el verano, en el período 1906-2010, fue igual a 3,7 °C y tuvo lugar el 8 de diciembre de 1923, mientras que la temperatura más alta del mismo período alcanzó a 47,6 °C el día 23 de enero de 2014. 
Con respecto a la humedad relativa, la misma asciende paulatinamente durante esta estación. Los valores medios normales de este parámetro llegan a 63 % en diciembre, 64 % en enero y 68 % en febrero. No obstante, ocasionalmente pueden presentarse veranos más húmedos, con valores medios de humedad relativa superiores al 80 %, aumentando la sensación de incomodidad. Con relación a la precipitación, en Buenos Aires el verano es una estación muy lluviosa, donde la media estacional totaliza 341,6 mm (105 mm en diciembre, 119 mm en enero y 117,6 mm en febrero), repartidos en 26 días con lluvia, en promedio. Si bien los totales mensuales medios de precipitación en los meses estivales son del orden de 100 mm, excepcionalmente se pueden registrar valores superiores a 300 mm, tal como ocurrió en enero de 1953 (347,5 mm), en el de 2001 (337,5 mm) y en febrero de 2003 (403,3 mm). Contrariamente a lo expresado, los meses de verano pueden presentarse, en forma inusual, particularmente secos tal como ocurrió en febrero de 1943 en el cual se registraron solo 0,7 mm. En cuanto a los vientos prevalecientes, en esta estación del año predominan los del noreste (20 %, en promedio), siendo su intensidad media del orden de 14 km/h.

## Cambio climático y efecto de la isla de calor urbana en la ciudad de Buenos Aires
Si bien puntualmente la ciudad de Buenos Aires no ha crecido en población durante las últimas décadas, la gran urbe que conforma el AMBA si experimenta un acelerado crecimiento urbano. Es por esta razón que las temperaturas registradas en el Observatorio de Villa Ortúzar suelen ser más elevadas que las que se miden, por ejemplo, en Ezeiza, esta última ubicada en una zona relativamente alejada de la urbe. En general, esto se ve reflejado en las mediciones de las temperaturas mínimas, las cuales suelen ser hasta 7 °C más elevadas que en el Gran Buenos Aires. En tanto, las temperaturas máximas suelen ser ligeramente más bajas o no tener ninguna variación más que las que son provocadas por la influencia de otros factores, como la cercanía al Río de la Plata.
Esto provoca que, por ejemplo, ante el ingreso de aire muy frío durante el invierno, las temperaturas desciendan a valores en torno a los 0 °C/2 °C, mientras que Ezeiza en estas circunstancias suele registrar mínimas cercanas a los -3 °C. 
Observando los datos recogidos a lo largo de un siglo, claramente se puede ver como la frecuencia de días con mínimas por debajo de 0 °C en zonas densamente urbanizadas se ha reducido considerablemente.
- Década 1911-1920: 120 días
- Década 1921-1930: 82 días
- Década 1931-1940: 79 días
- Década 1941-1950: 57 días
- Década 1951-1960: 44 días
- Década 1961-1970: 33 días
- Década 1971-1980: 11 días
- Década 1981-1990: 10 días
- Década 1991-2000: 12 días
- Década 2001-2010: 14 días
- Década 2011-2020: 2 días
- Década 2021-2030: 5 días

La cantidad de días con temperaturas por debajo de 0 °C en Ezeiza durante el período 2001-2010 fue de 126 días, alcanzando un valor similar al que tenía la ciudad de Buenos Aires hace un siglo. En tanto que Buenos Aires no registró valores por debajo de los 0 °C desde 2011 hasta 2024.
Por otra parte, el efecto isla de calor también se puede ver reflejado en el aumento de la frecuencia de días con mínimas por encima de los 25 °C.
- Década 1911-1920: 2 días
- Década 1921-1930: 2 días
- Década 1931-1940: 3 días
- Década 1941-1950: 4 días
- Década 1951-1960: 11 días
- Década 1961-1970: 14 días
- Década 1971-1980: 20 días
- Década 1981-1990: 24 días
- Década 1991-2000: 14 días
- Década 2001-2010: 15 días
- Década 2011-2020: 33 días
- Década 2021-2023: 29 días

## Tabla climática
| Parámetros climáticos promedio de Buenos Aires, Observatorio Central (1906–2023) | Parámetros climáticos promedio de Buenos Aires, Observatorio Central (1906–2023) | Parámetros climáticos promedio de Buenos Aires, Observatorio Central (1906–2023) | Parámetros climáticos promedio de Buenos Aires, Observatorio Central (1906–2023) | Parámetros climáticos promedio de Buenos Aires, Observatorio Central (1906–2023) | Parámetros climáticos promedio de Buenos Aires, Observatorio Central (1906–2023) | Parámetros climáticos promedio de Buenos Aires, Observatorio Central (1906–2023) | Parámetros climáticos promedio de Buenos Aires, Observatorio Central (1906–2023) | Parámetros climáticos promedio de Buenos Aires, Observatorio Central (1906–2023) | Parámetros climáticos promedio de Buenos Aires, Observatorio Central (1906–2023) | Parámetros climáticos promedio de Buenos Aires, Observatorio Central (1906–2023) | Parámetros climáticos promedio de Buenos Aires, Observatorio Central (1906–2023) | Parámetros climáticos promedio de Buenos Aires, Observatorio Central (1906–2023) | Parámetros climáticos promedio de Buenos Aires, Observatorio Central (1906–2023) |
| Mes                                                                              | Ene.                                                                             | Feb.                                                                             | Mar.                                                                             | Abr.                                                                             | May.                                                                             | Jun.                                                                             | Jul.                                                                             | Ago.                                                                             | Sep.                                                                             | Oct.                                                                             | Nov.                                                                             | Dic.                                                                             | Anual                                                                            |
| -------------------------------------------------------------------------------- | -------------------------------------------------------------------------------- | -------------------------------------------------------------------------------- | -------------------------------------------------------------------------------- | -------------------------------------------------------------------------------- | -------------------------------------------------------------------------------- | -------------------------------------------------------------------------------- | -------------------------------------------------------------------------------- | -------------------------------------------------------------------------------- | -------------------------------------------------------------------------------- | -------------------------------------------------------------------------------- | -------------------------------------------------------------------------------- | -------------------------------------------------------------------------------- | -------------------------------------------------------------------------------- |
| Temp. máx. abs. (°C)                                                             | 43.3                                                                             | 38.7                                                                             | 38.9                                                                             | 36.0                                                                             | 31.6                                                                             | 28.5                                                                             | 30.2                                                                             | 34.4                                                                             | 35.3                                                                             | 36.3                                                                             | 36.8                                                                             | 40.5                                                                             | 43.3                                                                             |
| Temp. máx. media (°C)                                                            | 30.1                                                                             | 28.6                                                                             | 26.8                                                                             | 23.0                                                                             | 19.3                                                                             | 16.0                                                                             | 15.4                                                                             | 17.7                                                                             | 19.3                                                                             | 22.6                                                                             | 25.6                                                                             | 28.5                                                                             | 22.7                                                                             |
| Temp. media (°C)                                                                 | 25.1                                                                             | 23.95                                                                            | 22.25                                                                            | 18.4                                                                             | 15.0                                                                             | 12.0                                                                             | 11.4                                                                             | 13.25                                                                            | 14.8                                                                             | 17.95                                                                            | 20.75                                                                            | 23.45                                                                            | 18.25                                                                            |
| Temp. mín. media (°C)                                                            | 20.1                                                                             | 19.3                                                                             | 17.7                                                                             | 13.8                                                                             | 10.7                                                                             | 8.0                                                                              | 7.4                                                                              | 8.8                                                                              | 10.3                                                                             | 13.3                                                                             | 15.9                                                                             | 18.4                                                                             | 13.6                                                                             |
| Temp. mín. abs. (°C)                                                             | 5.9                                                                              | 4.2                                                                              | 2.8                                                                              | −2.3                                                                             | −4.0                                                                             | −5.3                                                                             | −5.4                                                                             | −4.0                                                                             | −2.4                                                                             | −2.0                                                                             | 1.6                                                                              | 3.7                                                                              | −5.4                                                                             |
| Precipitación total (mm)                                                         | 138.8                                                                            | 127.1                                                                            | 140.1                                                                            | 119.0                                                                            | 92.3                                                                             | 58.8                                                                             | 60.6                                                                             | 64.2                                                                             | 72.0                                                                             | 127.2                                                                            | 117.3                                                                            | 118.9                                                                            | 1236.3                                                                           |
| Días de precipitaciones (≥ 1 mm)                                                 | 9                                                                                | 8                                                                                | 9                                                                                | 9                                                                                | 7                                                                                | 7                                                                                | 7                                                                                | 7                                                                                | 7                                                                                | 10                                                                               | 10                                                                               | 9                                                                                | 99                                                                               |
| Horas de sol                                                                     | 279.0                                                                            | 240.8                                                                            | 229.0                                                                            | 220.0                                                                            | 173.6                                                                            | 132.0                                                                            | 142.6                                                                            | 173.6                                                                            | 189.0                                                                            | 227.0                                                                            | 252.0                                                                            | 266.6                                                                            | 2525.2                                                                           |
| Humedad relativa (%)                                                             | 64                                                                               | 68                                                                               | 72                                                                               | 76                                                                               | 77                                                                               | 79                                                                               | 79                                                                               | 74                                                                               | 70                                                                               | 70                                                                               | 65                                                                               | 63                                                                               | 71.4                                                                             |
| Fuente: Servicio Meteorológico Nacional                                          |                                                                                  |                                                                                  |                                                                                  |                                                                                  |                                                                                  |                                                                                  |                                                                                  |                                                                                  |                                                                                  |                                                                                  |                                                                                  |                                                                                  |                                                                                  |

## Fenómenos climáticos recurrentes
- Pampero
- Sudestada
- Tormenta de Santa Rosa
- Veranito de San Juan

## Sucesos extraordinarios en la ciudad de Buenos Aires
- Ola de calor invernal de 2009 en Argentina
- Nevadas extraordinarias en la ciudad de Buenos Aires
  - Nevadas en Argentina del 22 de junio de 1918
  - Nevadas en Argentina del 9 de julio de 2007
- Tornados de Buenos Aires de 2012
- Inundación en Buenos Aires de 2013
- Ola de calor en el Cono Sur en 2022
- Ola de calor en Argentina de 2023